# بوپت

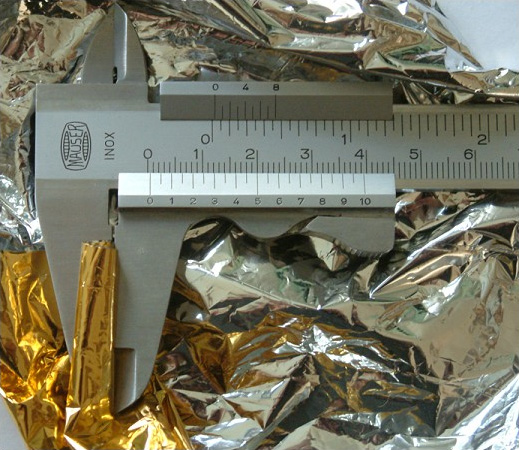
فیلم بوپت فلزاندودشده، ۳۲ لایه هرکدام با ضخامت ~۱۴ میکرومتر

بوپِت (پلی‌اتیلن ترفتالات با قابلیت دومحوره) (به انگلیسی: BoPET) یک فیلم پلی‌استری است که از پلی‌اتیلن ترفتالات کشیده‌شده (PET) ساخته شده است و به‌دلیل استحکام کششی بالا، پایداری شیمیایی و ابعادی، شفافیت، بازتاب‌پذیری، خواص انسدادی گاز و عطر و عایق‌بندی الکتریکی آن استفاده می‌شود.
شرکت‌های مختلفی فیلم‌های بوپِت و سایر فیلم‌های پلی‌استر را با نام‌های تجاری مختلف تولید می‌کنند. در بریتانیا و ایالات متحده، شناخته‌شده‌ترین نام‌های تجاری آن عبارتند از مایلار (به انگلیسی: Mylar)، ملینکس (به انگلیسی: Melinex)، لومیرور (به انگلیسی: Lumirror) و هاستافن (به انگلیسی: Hostaphan). اسم مایلار در اصل یک برند تجاری ثبت شده توسط شرکت دوپونت تیجین فیلمز (DuPont Teijin Films) است. برندهای تجاری دیگر برای فیلم‌های بوپت محبوب عبارتند از ملینکس و هاستافن.

## پیشینه
فیلم بوپِت در اواسط دهه ۱۹۵۰، در اصل توسط دوپونت، صنایع شیمیایی امپراتوری (ICI) و هوکست ساخته شد.
در سال ۱۹۵۵ ایستمن کداک از بوپت (مایلار) به عنوان پشتیبان فیلم عکاسی استفاده کرد و آن را «ایی‌استر بیس» نامید. فیلم بسیار نازک و سخت قرقره‌های ۶٬۰۰۰ فوت (۱٬۸۰۰ متر) اجازه می‌داد در پروازهای شناسایی دوربرد یو-۲ در معرض دید قرار گیرند.
در سال ۱۹۶۴، ناسا اکو II را پرتاب کرد، یک بالون با قطر ۴۰ متر (۱۳۱ فوت) که از یک لایه مایلار با ضخامت ۹ میکرومتر (۰٫۰۰۰۳۵ اینچ) ساخته شده بود که بین دو لایه فویل آلومینیومی با ضخامت ۴٫۵ میکرومتر (۰٫۰۰۰۱۸ اینچ) به‌هم چسبیده بود.

## فرایند تولید بوپت
تولید بوپت شامل مراحل زیر است:
1. ذوب و اکستروژن
2. کشش دو محوره
3. گرم شدن
4. پوشش‌دهی

## خواص بوپت
بوپت به‌دلیل خواص منحصر به فرد خود، ماده ای بسیار کاربردی است. برخی از مهم‌ترین خواص بوپت عبارتند از:
- استحکام و مقاومت
- انعطاف‌پذیری
- شفافیت
- پایداری شیمیایی
- مقاومت حرارتی
- مقاومت در برابر رطوبت
- قابلیت بازیافت

## کاربردهای مایلار
بوپت به دلیل خواص منحصر به فرد خود، کاربردهای گسترده‌ای در صنایع مختلف دارد. برخی از مهم‌ترین کاربردهای بوپت عبارتند از:
- بسته‌بندی مواد غذایی
- صنایع الکترونیکی
- صنایع پزشکی
- صنعت ساختمان
- صنعت چاپ
- صنعت هوافضا